# Aquarium (groupe)
Pour les articles homonymes, voir Aquarium (homonymie).
Aquarium (russe : Аквариум) est un groupe de rock russe formé en 1972 à Léningrad. Au cours de son histoire, le groupe a connu de nombreux changements de membres, le seul membre original restant étant le chanteur et fondateur Boris Grebenchtchikov.

## Biographie
Dans les années 1970 et au début des années 1980, la musique rock était fortement encadrée en Union Soviétique. Seuls quelques artistes étaient approuvés par le régime et pouvait signer au label gouvernemental Melodiya. Les autres n'avaient pas le droit d'exercer comme musiciens professionnels et devaient donc disposer d'une autre activité, l'inactivité étant interdite en URSS.

### Festival de rock de Tbilissi
Aquarium a fait irruption dans la scène rock soviétique en participant, en 1980, au Rock Festival de Tbilissi, en actuelle Géogrie. La prestation du groupe a fait scandale qui a été considérée comme choquante. Grebenchtichikov s'était allongé sur scène pendant le set tout en jouant de la guitare. Le jury a quitté la salle et le groupe fut accusé de promouvoir l'homosexualité et l'indécence et été banni du festival. L'événement a été connu à Léningrad et Grebenchtichikov a été exclu du Komsomol, soit l'organisation de la jeunesse. Ils devinrent cependant un symbole de la culture alternative soviétique.
Leurs premiers albums, jusqu'en 1987, ont été enregistrés dans des studios undergrounds, plusieurs membres ayant des formations d'ingénieurs. À l'exception de l'album Радио Африка (Radio Africa) de 1983 qui a été secrètement enregistré à l'aide d'un studio mobile appartenant au gouvernement, après avoir soudoyé un technicien.

### Succès grand public
Au milieu des années 1980, la politique de glasnost (transparence en russe) facilite la découverte des groupes de rock par le public. Aquarium est alors devenu l'une des formations les plus populaires. Avec le groupe Kino. Ils ont été autorisés à jouer dans de grandes salles de concert et à passer à la télévision. En 1987, ils ont enregistré leur premier album avec le label officiel Melodiya. Avec un soutien officiel et une distribution légalisée, l'album a été un énorme succès en Union Soviétique en se vendant à plus d'un million d'exemplaires en quelques mois.
L'histoire veut que le nom du groupe vienne d'un pub éponyme de Léningrad. Cependant Grebenchtichikov a donné des explications différentes en interview.

## Influences musicales
Aquarium a été fortement influencé par la scène rock occidentale. En particulier par les Beatles, Bob Dylan, David Bowie, T. Rex, ainsi que par des groupes de rock progressif comme Jethro Tull, King Crimson et Roxy Music. Cela se reflétait dans les compositions souvent complexes et les thèmes lyriques du groupe.

## Discographie
- Синий альбом (Album bleu, 1981)
- Треугольник (Triangle, 1981)
- Электричество (Electricité, 1981)
- Акустика (Acoustique, 1982)
- Табу (Tabou, 1982)
- Радио Африка (Radio Africa, 1983)
- Ихтиология (Ichtyologie, 1984)
- День Серебра (Le jour d'argent, 1984)
- Дети Декабря (Les enfants de décembre, 1986)
- Red Wave, 1986. (compilation)
- Десять стрел (Dix flèches, 1986)
- Равноденствие (le premier album, enregistré en 1987 par la société « Melodiya » et publié officiellement, Equinoxe, 1988)
- Чёрная роза… (Rose noire, 1990)
- Архив (Archives, 1991)
- Феодализм (enregistrements de la fin des années 1980, retravaillés en 2007)
- Наша жизнь с точки зрения деревьев (enregistrements de la fin des années 1980)
- Записки о Флоре и Фауне (enregistrement de 1982)
- Сроки и цены (enregistrement de 1983)
- Тайная история пчеловодства